# 风信子属
風信子屬（學名：Hyacinthus），為天门冬科绵枣儿亚科的多年生草本植物，具鱗莖，曾先后被归为百合科和風信子科。
風信子原產於地中海和南非，學名得自希臘神話中受太陽神阿波羅寵眷、並被其所擲鐵餅誤傷而死的美少年雅辛托斯（Hyacinth）。
荷蘭是風信子的主要生產地，在十八世紀時風信子的栽種非常流行，在當時有記錄的品種已經超過二千個以上。
風信子的花密生，總狀花序，花有香味，花色有紅色、粉紅色、藍色、白色與黃色等色系。羅馬風信子是風信子的一個變種，植株比風信子更小，花較早開，花白色或藍色。
風信子可種植于庭院或盆栽。在自然的環境下，球根在冬天休眠，於春天萌芽開花。花卉生產者常利用冷藏庫將風信子的球根儲藏在低溫下一段時間，以打破球根的休眠，使風信子提早開花，在西洋情人節或農曆新年等花卉消費量大的時候開花。
葡萄風信子和風信子十分相似但实为不同属，草本，植株整体更加矮小，花通常為蓝紫色系，常栽培供觀賞。

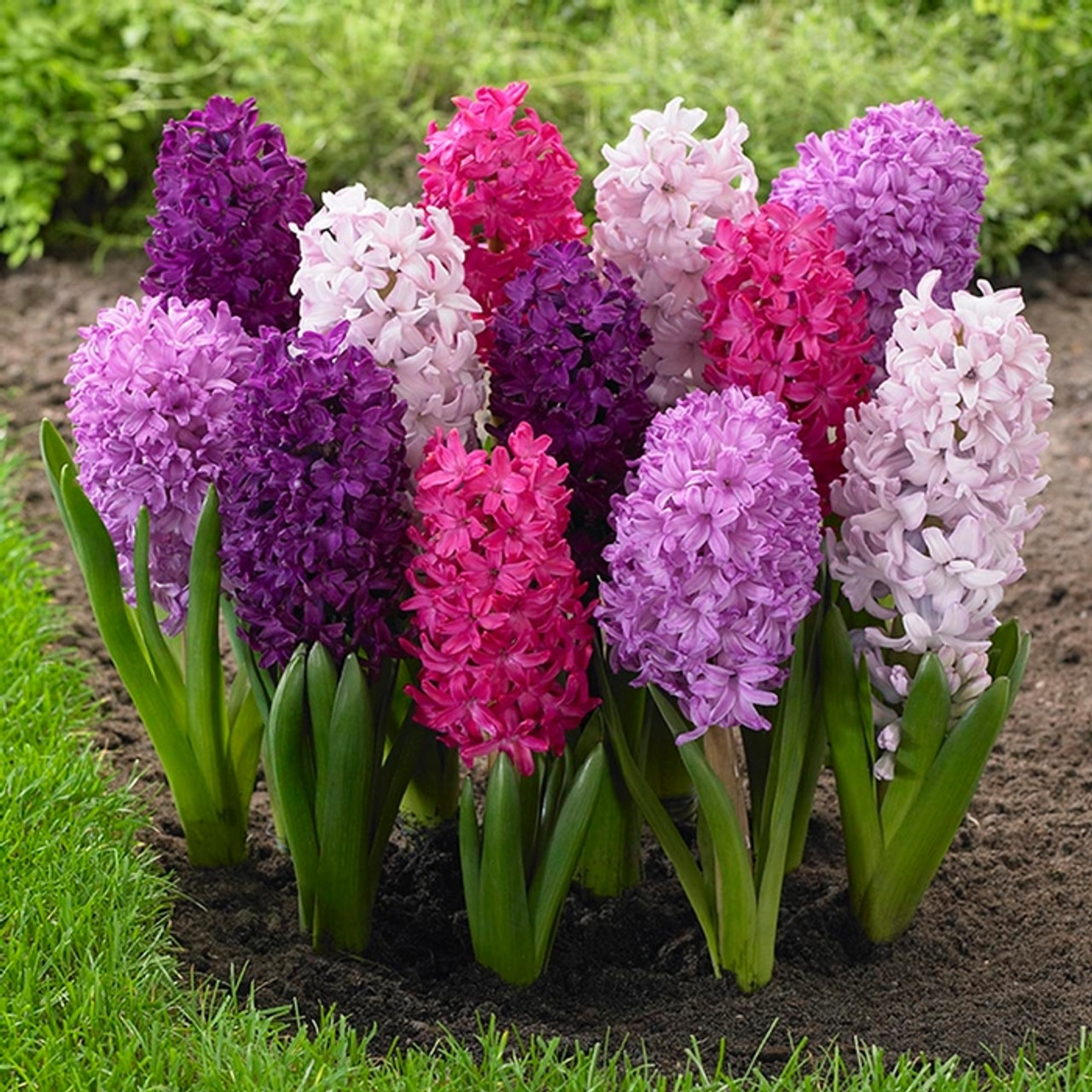
多种花色的风信子
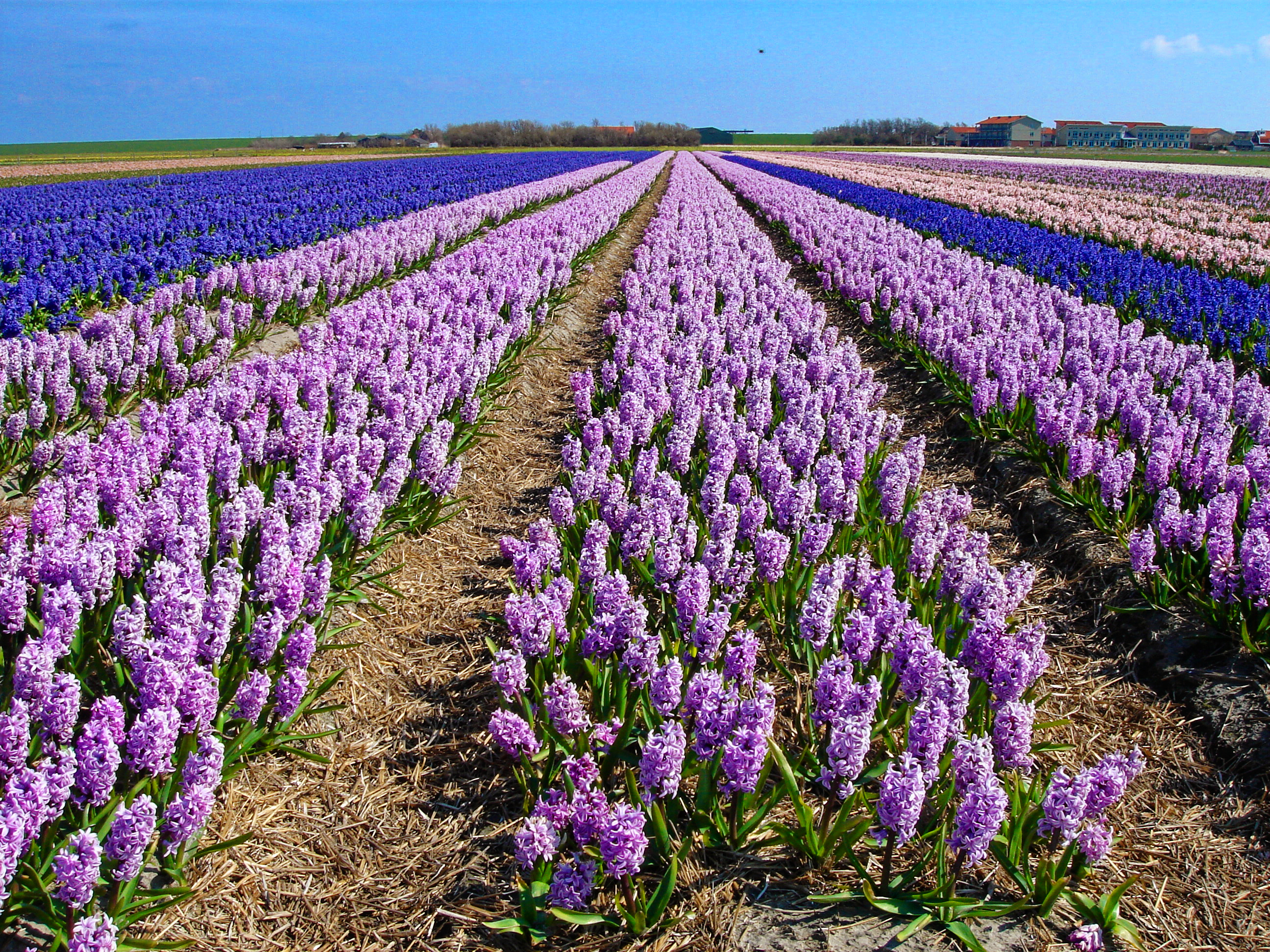
風信子花田
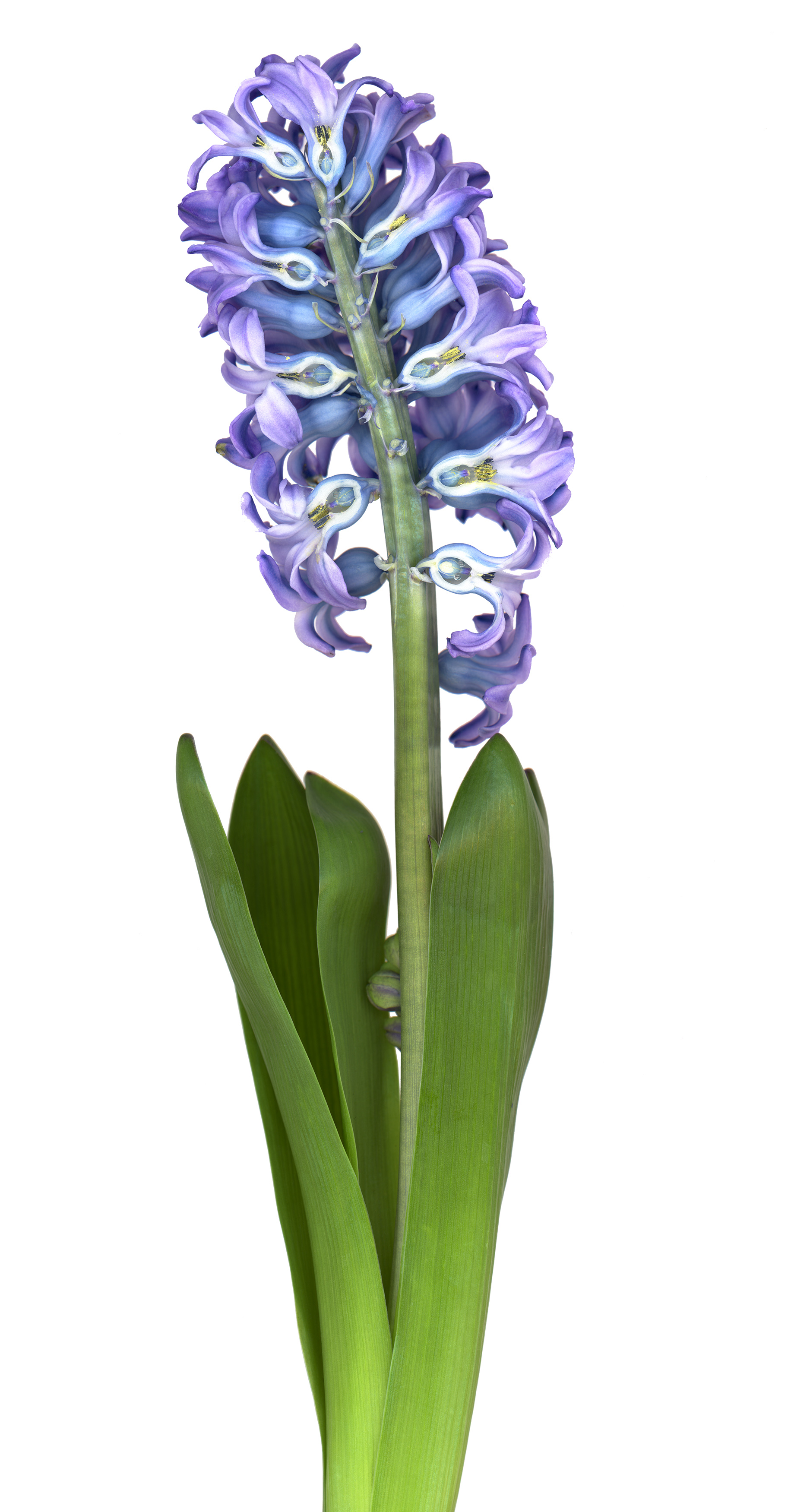
风信子切面图
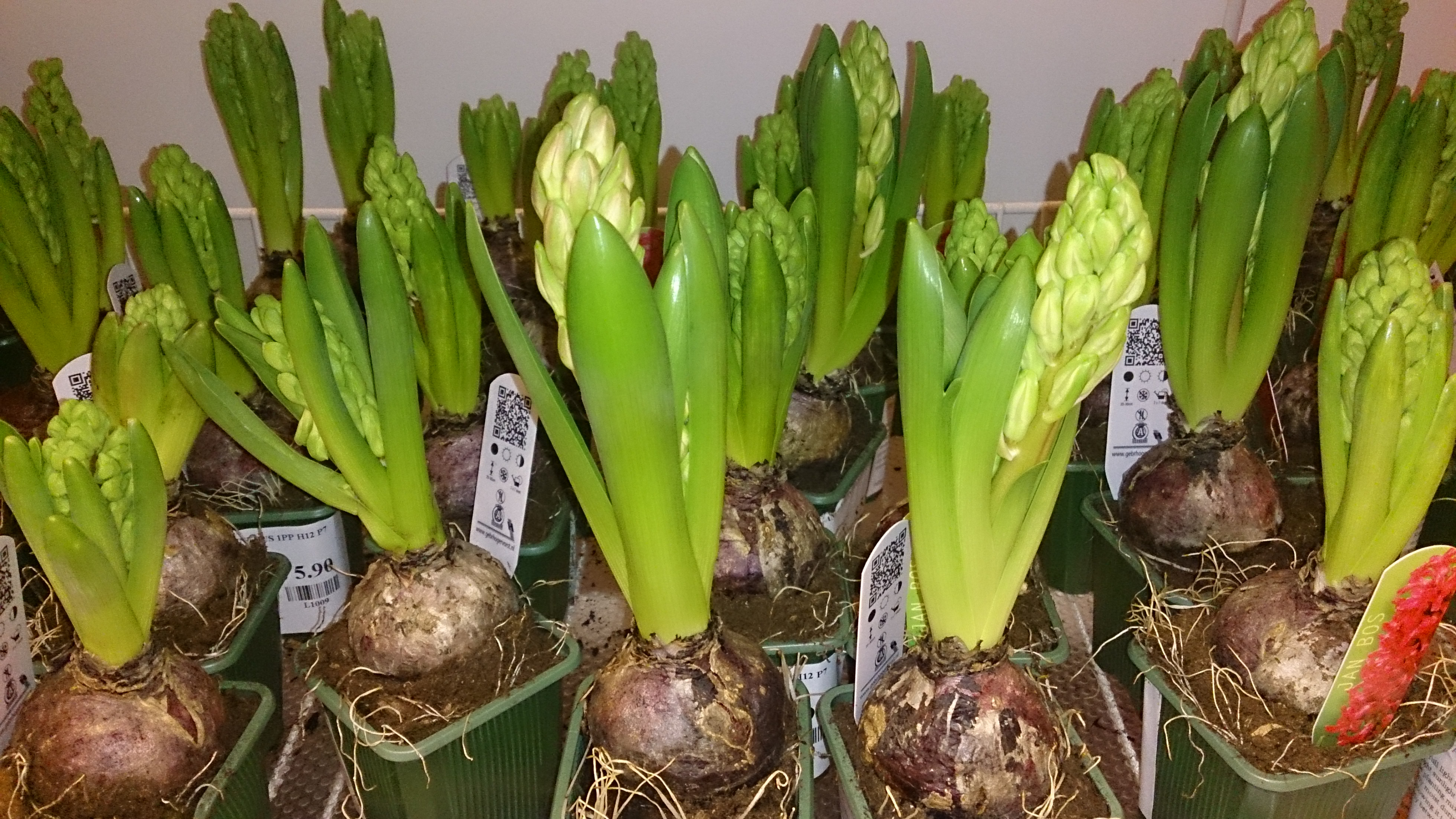
市售风信子

## 物种
风信子属共三种：
- 李維諾夫風信子 Hyacinthus litwinowii Czerniak.
- 風信子 Hyacinthus orientalis L.
- 裡海風信子 Hyacinthus transcaspicus Litv.